# Bleu et blanc
Bleu et blanc (en hébreu : כחול לבן, kakhol lavan) était une alliance de partis israéliens fondé par l’ancien chef d'État-Major Benny Gantz, coalisant à l'origine son parti Hosen L'Yisrael, Yesh Atid de Yaïr Lapid et Telem (en) de l'ancien chef d'état-major Moshe Ya'alon.

## Historique

### Élections législatives de 2019-2020
Ce parti est donné par la presse israélienne comme le principal rival du Likoud aux élections législatives du 9 avril 2019. Ses deux dirigeants ont conclu un accord de rotation au poste de premier ministre en cas de victoire. Gantz prendrait alors la fonction pour deux ans et demi avant que Lapid lui succède.
Sur le plan diplomatique, le parti s'affirme déterminé à engager des négociations avec les Palestiniens tout en confirmant Jérusalem « unie » comme capitale d’Israël, le maintien du contrôle israélien sur la vallée du Jourdain et le maintien des blocs d’implantations en Cisjordanie.
Sur le plan social, le parti « préservera l’identité juive de l’État parallèlement à la réalisation du droit de chaque personne et de chaque communauté à façonner leur mode de vie dans la liberté et la tolérance » et reprendra les initiatives bloquées par les ultra-orthodoxes telles que l'ouverture de commerce et le fonctionnement des transports le chabbat. Il appliquera l'accord concernant l'extension de la zone mixte du  Mur occidental (Mur des Lamentations). En décembre 2019, Benny Gantz dénonce les inégalités sociales menaçant d’affaiblir la nation alors que l'économie israélienne est forte, considérant que les hôpitaux, les écoles et les transports sont un « échec retentissant » ; en cas de victoire aux élections de 2020, il indique que ses priorités seront l’éducation, les infrastructures, la justice et la sécurité.
Ce nouveau parti obtient 35 sièges sur 120, un de moins que le Likoud de Benyamin Netanyahou. Toutefois, en l'absence d'alliés potentiels en nombre suffisant, il ne semble pas en mesure de former le nouveau gouvernement.
Le 17 avril 2019, le président de l’État d’Israël Reuven Rivlin, charge Benjamin Netanyahu de former son cinquième gouvernement, en raison de l’échec de Bleu Blanc à former une coalition gouvernementale. Netanyahou ne parvenant pas à former son nouveau gouvernement, de nouvelles élections sont fixées au 17 septembre 2019. Le parti Bleu Blanc y arrive en tête d'un siège sur le Likoud sans toutefois que le premier soit capable de former une coalition majoritaire. Le 23 octobre 2019, après l'échec de Netanyahou à composer un gouvernement, il est chargé à son tour de le faire par le président Reuven Rivlin, mais échoue lui aussi.
De nouvelles élections législatives ont lieu le 2 mars 2020 : Bleu et blanc obtient la deuxième place avec 33 sièges, quand le Likoud progresse, avec 36 élus. Toutefois, c'est Benny Gantz qui est chargé par le président Rivlin de former le gouvernement le 16 mars, car il aurait le soutien de 61 membres de la Knesset, à savoir, outre ceux de son parti, ceux d'Israel Beytenou dirigé par Avigdor Liberman, des 15 députés de la Liste arabe unie dont le soutien était précédemment refusé par Avigdor Liberman.

### Scission de 2020
Le 26 mars, après la démission de Yuli-Yoel Edelstein — assigné par la Cour suprême d'organiser l'élection de son successeur — et en pleine pandémie de maladie à coronavirus, Benny Gantz renonce à diriger le gouvernement et est élu à la présidence de la Knesset, dans le cadre de négociations avec le Likoud pour la formation d'un gouvernement d’union nationale. Cette décision suscite la désapprobation de ses alliés de Yesh Atid et Telem. La coalition Bleu et blanc écarte alors Hosen L'Yisrael de Benny Gantz, qui retrouve de fait son indépendance. Le 29 mars, il est convenu que seul ce dernier parti reste au sein de la coalition, les deux autres formant le bloc Yesh Atid-Telem. Il est rejoint par le nouveau parti de centre droit Derekh Eretz fondé par les députés Yoaz Hendel et Zvi Hauser qui, soutenant le gouvernement d'union nationale, ont quitté Telem.
Le 20 avril, Gantz et Netanyahou annoncent la formation d'un gouvernement d'union nationale. Celui-ci est constitué le 17 mai.

### Élections législatives de 2021
Les défections continuent au long de l'année 2020 ; en décembre, le ministre de la Justice, Avi Nissenkorn, puis le principal allié du ministre israélien de la Défense Benny Gantz, Gabi Ashkenazi, quittent le parti.

## Organisation

### Dirigeants
| Nom | Nom | Nom         | Période                                                        |
| --- | --- | ----------- | -------------------------------------------------------------- |
|     |     | Yaïr Lapid  | Du 21 février 2019 au 29 mars 2020 (1 an, 1 mois et 8 jours)   |
|     |     | Benny Gantz | Du 21 février 2019 au 14 août 2022 (3 ans, 5 mois et 24 jours) |

## Composition(2019-2020)
| Parti           | Idéologie              | Chef de file  |
| --------------- | ---------------------- | ------------- |
| Hosen L'Yisrael | Social-libéralisme     | Benny Gantz   |
| Yesh Atid       | Libéralisme économique | Yaïr Lapid    |
| Telem (en)      | Libéralisme économique | Moshe Ya'alon |

## Résultats électoraux
| Élection | Chef de file | Voix      | %    | Rang | Sièges   | Gouvernement        |
| -------- | ------------ | --------- | ---- | ---- | -------- | ------------------- |
| 04/2019  | Benny Gantz  | 1 125 881 | 26,1 | 2e   | 35 / 120 | Pas de gouvernement |
| 09/2019  | Benny Gantz  | 1 151 214 | 25,9 | 1er  | 33 / 120 | Pas de gouvernement |
| 2020     | Benny Gantz  | 1 220 290 | 26,6 | 2e   | 33 / 120 | Netanyahou V        |
| 2021     | Benny Gantz  | 292 257   | 6,6  | 4e   | 8 / 120  | Bennett-Lapid       |